# Honda CB 500
Honda CB 500 este o motocicleta de serie.
Date tehnice:
Motor: 2 cilindri in linie, 499cmc, 4 supape pe cilindru răcit cu aer și lichid, 6 viteze.
Putere: 58.00 CP (42.3 kW)) / 9500 RPM
Cuplu: 47.10 Nm (4.8 kgf-m) / 8000 RPM
Greutate: 190 kg
Categorie: Naked Bike